# Fernsehturm Charkiw

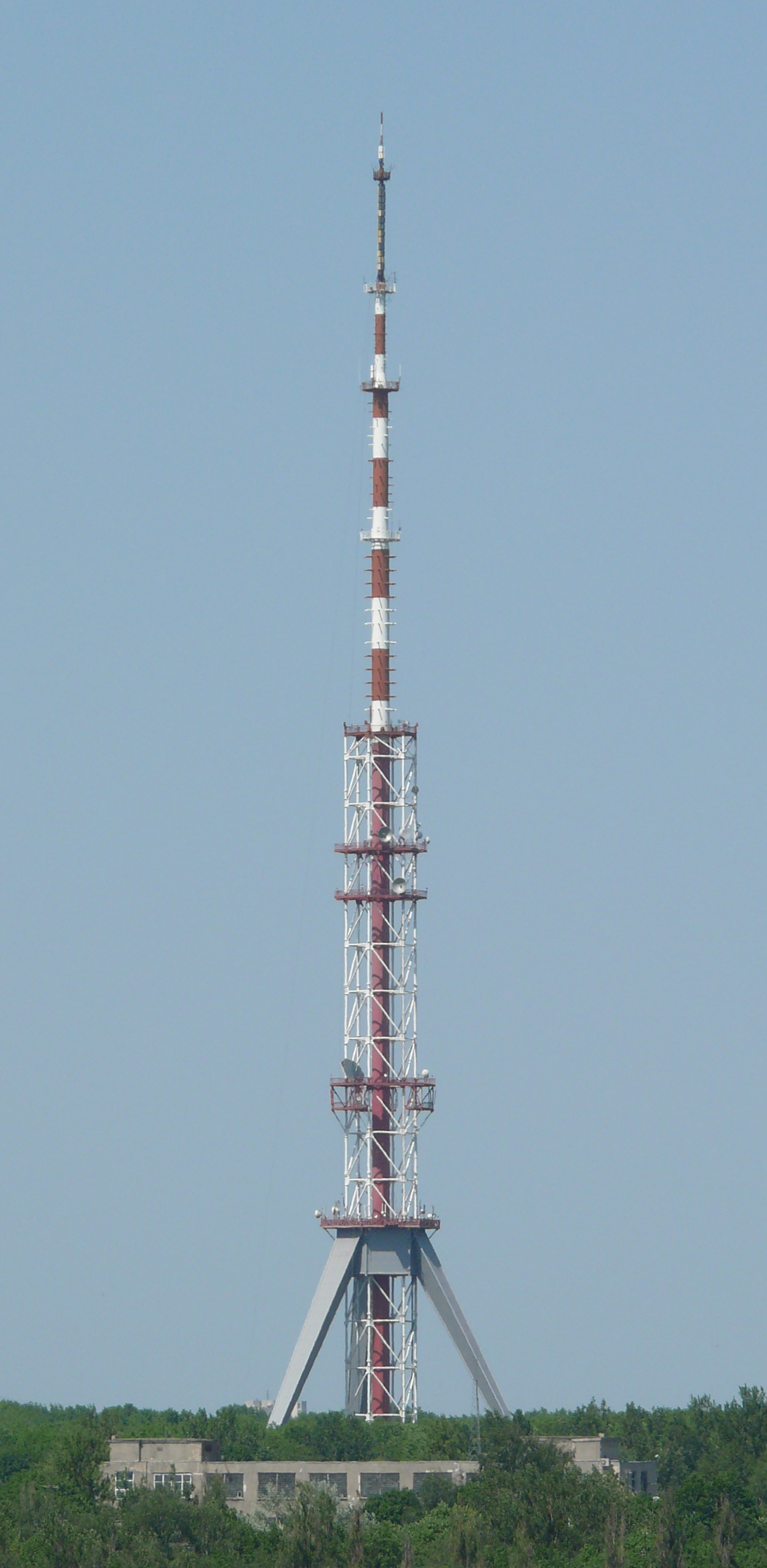
Fernsehturm Charkiw (2007)

Der Fernsehturm Charkiw (ukrainisch Харківська телевізійна вежа) ist ein Bauwerk in der ostukrainischen Stadt Charkiw, das vor der Beschädigung durch einen russischen Angriff 240 Meter hoch war. Es wurde am 22. April 2024 durch den Angriff während des Russisch-Ukrainischen Krieges schwer beschädigt.

## Geschichte
Der Fernsehturm wurde 1981 in Betrieb genommen und versorgte die Oblast Charkiw mit Radio- und Fernsehsendungen. Der Turm wurde in einer ähnlichen Bauweise errichtet wie der Fernsehturm Kiew.

## Luftangriff 2022
Während der Schlacht um Charkiw wurden der Turm sowie umliegende Gebäude am 6. März 2022 durch acht Fliegerbomben vom Typ FAB-500 der russischen Luftstreitkräfte beschädigt. Das russische Su-34-Kampfflugzeug, mit dem der Angriff ausgeführt wurde, wurde von der ukrainischen Flugabwehr abgeschossen. Der Pilot wurde zu 12 Jahren Freiheitsstrafe verurteilt. Kurz danach wurde er als Kriegsgefangener ausgetauscht.

## Luftangriff 2024

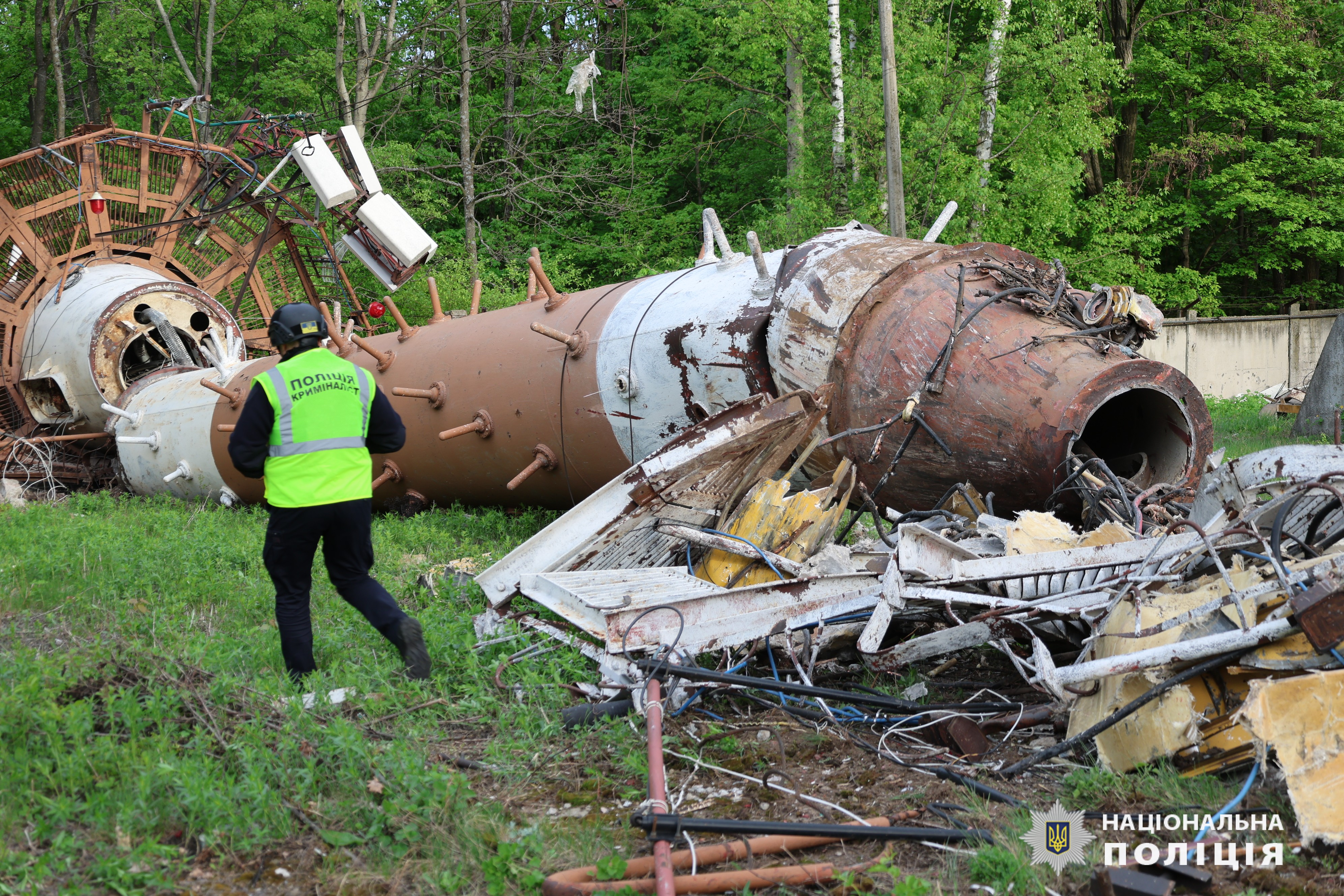
Zerstörter Teil des Fernsehturms (2024)

Der obere Teil des Turms wurde am 22. April 2024 bei einem russischen Raketenangriff durch eine Rakete vom Typ Ch-59 zerstört. Der Turm wurde in einer Höhe von etwa 140 m getroffen. Als Folge gab es in Charkiw und den umliegenden Siedlungen kein digitales terrestrisches Fernsehen. Die ukrainischen Behörden gaben bekannt, dass die Instandsetzung des Fernsehturms erst nach dem Ende der Feindseligkeiten beginnen werde.